# Associação Atlética Ferroviária (Espírito Santo)
Associação Atlética Ferroviária, conhecida como Ferroviária de João Neiva, foi um clube de futebol brasileiro de João Neiva no Espírito Santo. O clube foi fundado em 1º de janeiro de 1968 após fusão dos times do Sul América, Independente e Clube Nolasco após sugestão da Companhia Vale do Rio Doce. Disputou o Campeonato Capixaba nos anos 1970. Sua última competição foi a Segunda Divisão Capixaba de 1993.

## Estádio Artêmio Sarcinelli
A Ferroviária mandava seus jogos no Estádio Artêmio Sarcinelli com nome que homenageia o jogador Artêmio Sarcinelli, nascido em João Neiva que atuou em clubes como São Paulo e Flamengo, além de ser o treinador da Desportiva Ferroviária no Campeonato Brasileiro de 1973.